# Mount Clemens
Mt Clemens (oficialmente, Mount Clemens) es una ciudad situada en el condado de Macomb, Míchigan, Estados Unidos. Tiene una población estimada, a mediados de 2024, de 15 480 habitantes.
Es la sede del condado.

## Geografía
La localidad está ubicada en las coordenadas 42°35′53″N 82°52′53″O / 42.59806, -82.88139. Según la Oficina del Censo, tiene una superficie total de 10.89 km², de los cuales 10.60 km² corresponden a tierra firme y 0.29 km² están cubiertos de agua.

## Demografía
Según el censo de 2020, en ese momento la ciudad tenía una población de 15 697 habitantes. La densidad de población era de 1480.85 hab./km². El 65.84% de los habitantes eran blancos, el 24.20% eran afroamericanos, el 0.37% eran amerindios, el 0.57% eran asiáticos, el 0.01% eran isleños del Pacífico, el 1.94% eran de otras razas y el 7.06% eran de una mezcla de razas. Del total de la población, el 3.83% eran hispanos o latinos de cualquier raza.